# 第92屆奧斯卡金像獎
第92屆奧斯卡金像獎（英語：92nd Academy Awards）是美国电影艺术与科学学会為表彰2019年度傑出電影所頒發的獎項，頒獎典禮訂於2020年2月9日在加州洛杉矶好莱坞的杜比剧院舉行，共計頒發了24個類別的奥斯卡金像奖（也稱「學院獎」）。典禮電視轉播由美國廣播公司負責，萊內特·豪威爾·泰勒（Lynette Howell Taylor）和史蒂芬妮·艾倫擔任製片人，格倫·魏斯擔任導演。美國廣播公司表示在第91屆奧斯卡金像獎上該主辦方式獲得成功，因此宣布儀式將連續第二年再次在沒有主持人的情況下進行典禮。
2019年10月27日，第11届理事會獎在好莱坞和高地中心大會議廳舉行。
当晚凭借四项大奖的《寄生上流》成为首部获得最佳影片的非英语电影，《1917》以三项大奖紧随其后，《賽道狂人》、《小丑》和《好莱坞往事》各获得两项大奖。

## 入圍及得獎名單

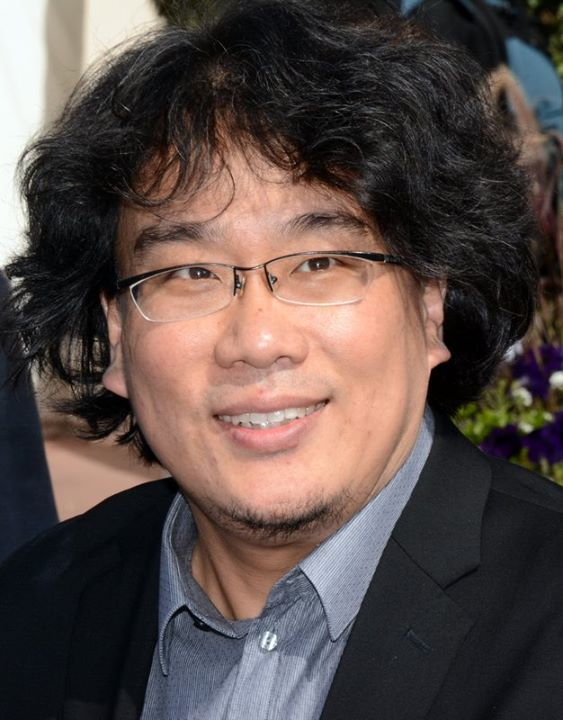
奉俊昊，最佳影片、最佳導演、最佳國際電影與最佳原創劇本得主

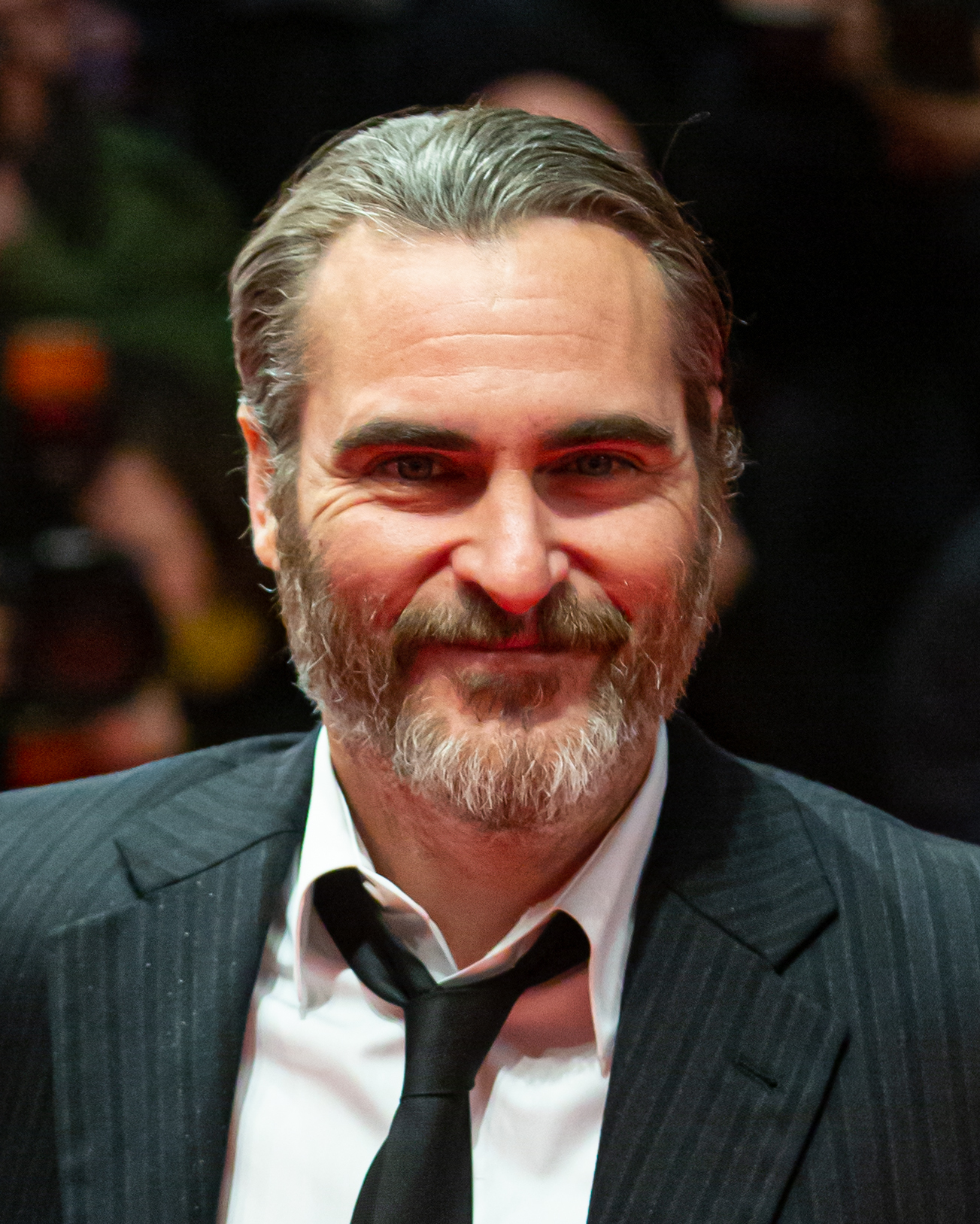
瓦昆·菲尼克斯，最佳男主角得主

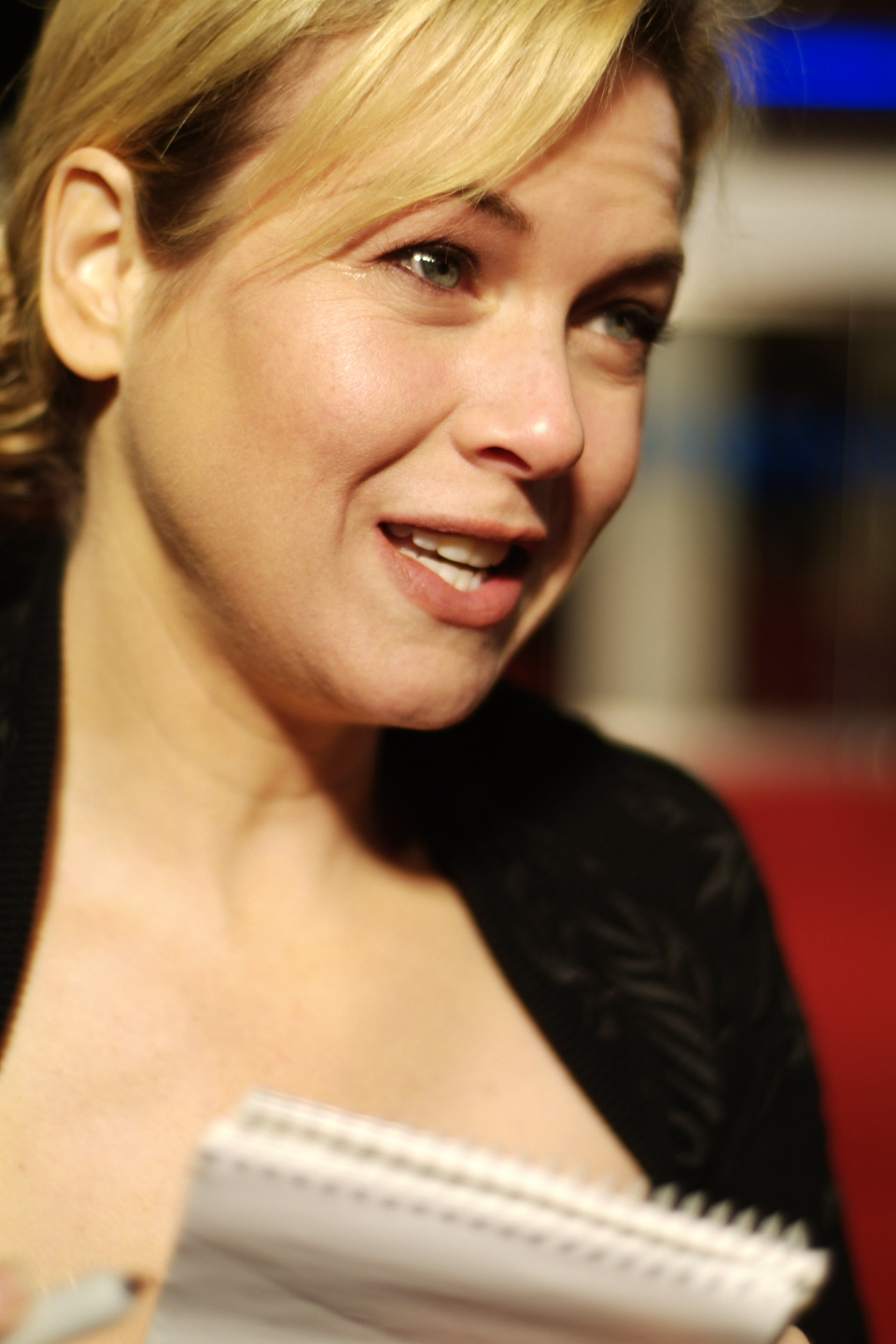
芮妮·齊薇格，最佳女主角得主

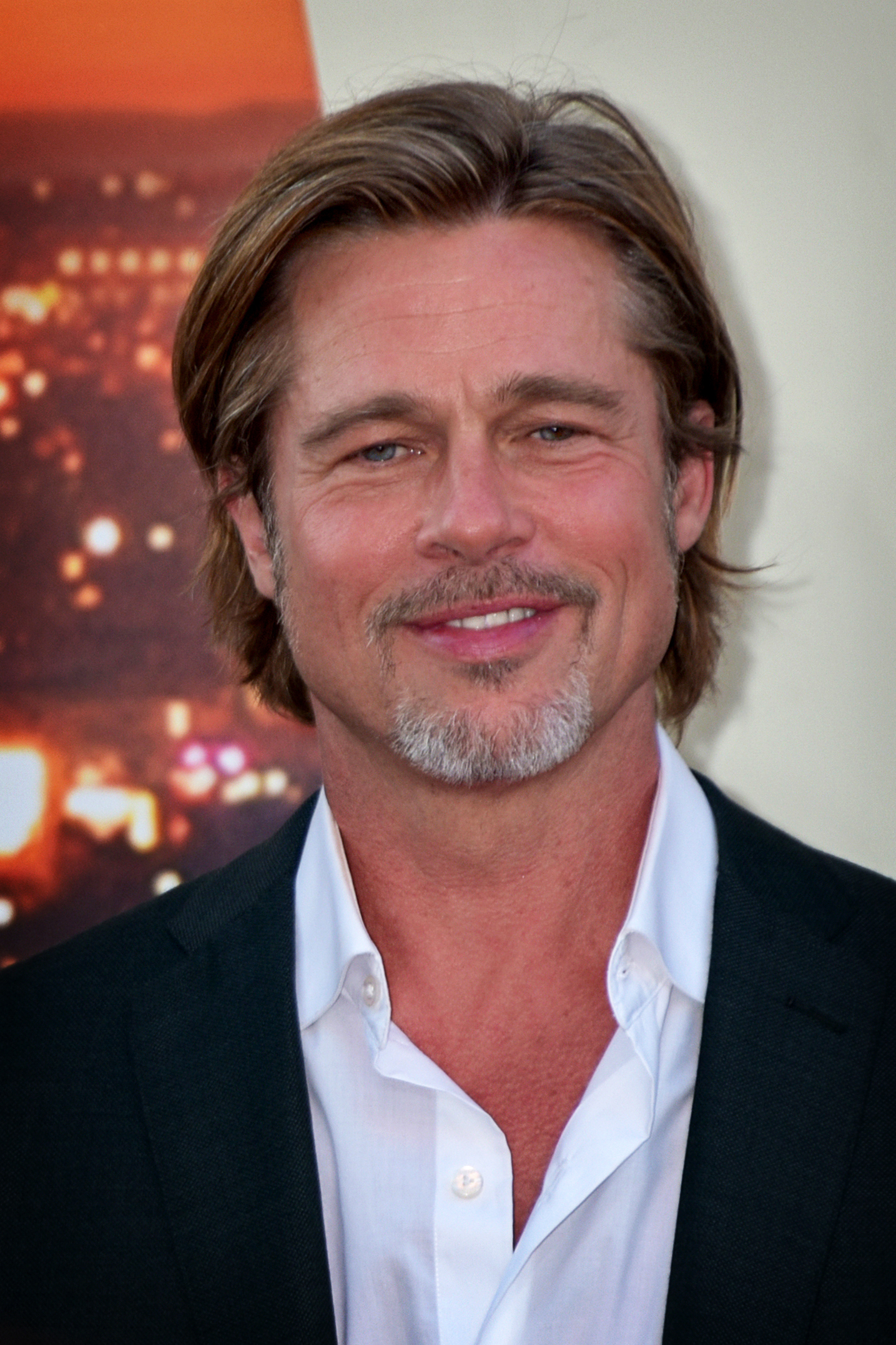
布萊德·彼特，最佳男配角得主

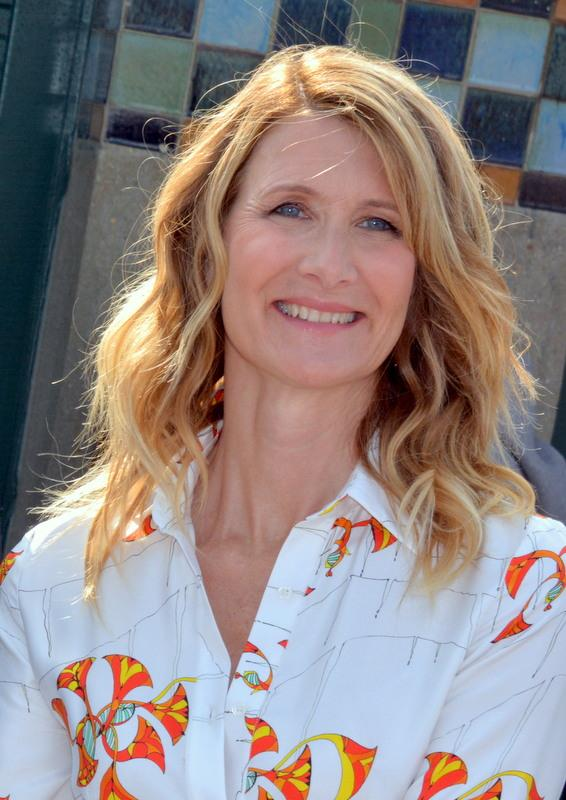
蘿拉·鄧恩，最佳女配角得主

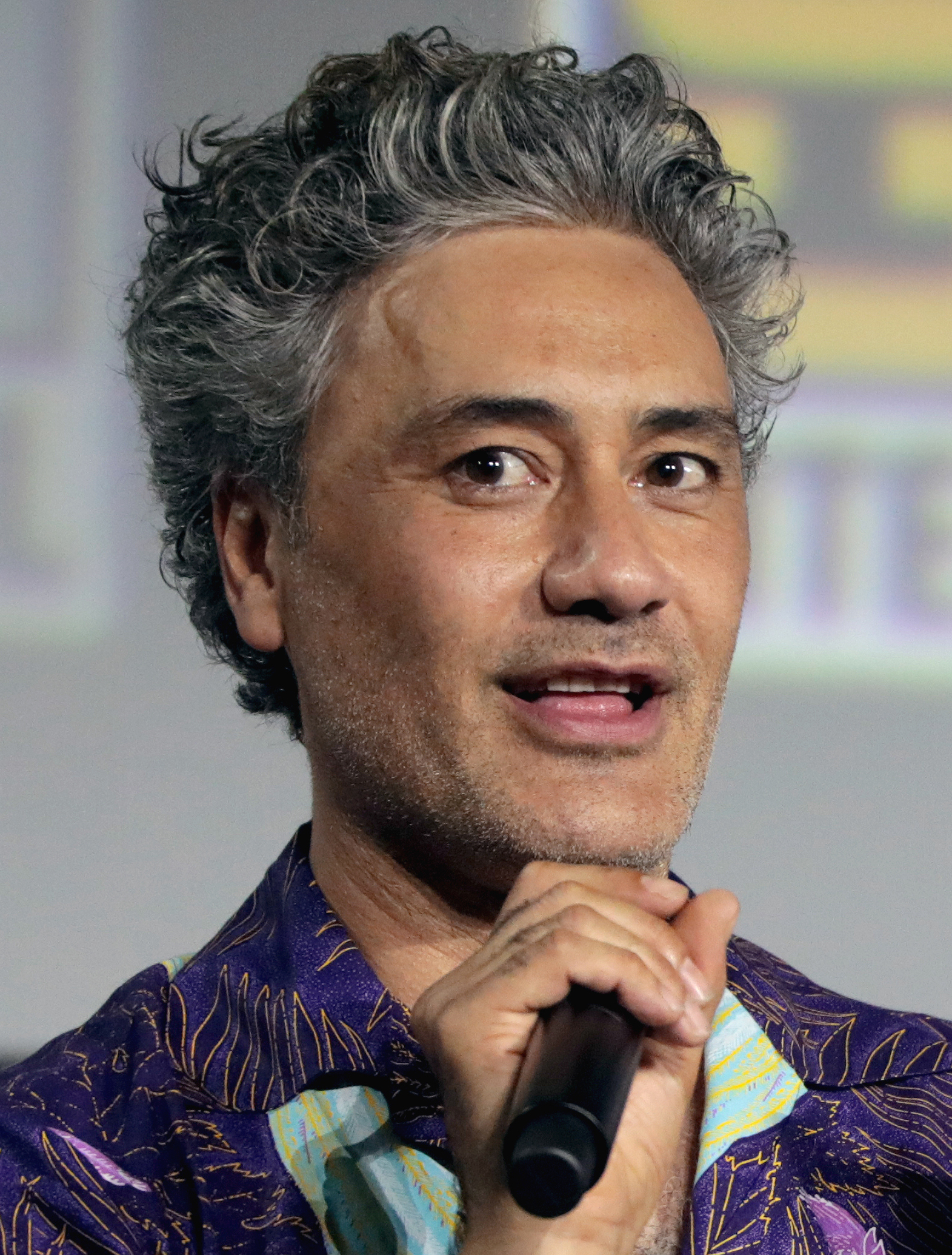
塔伊加·維迪提，最佳改編劇本得主

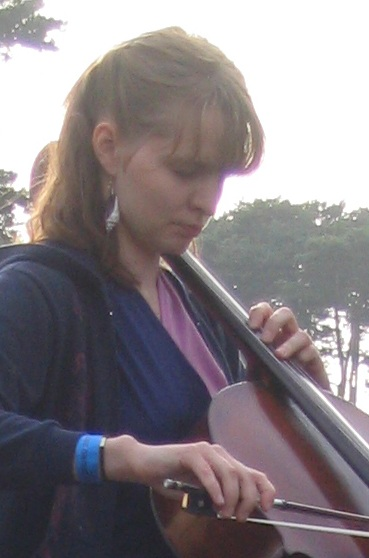
希尔迪·居兹纳多蒂尔，最佳原創音樂得主

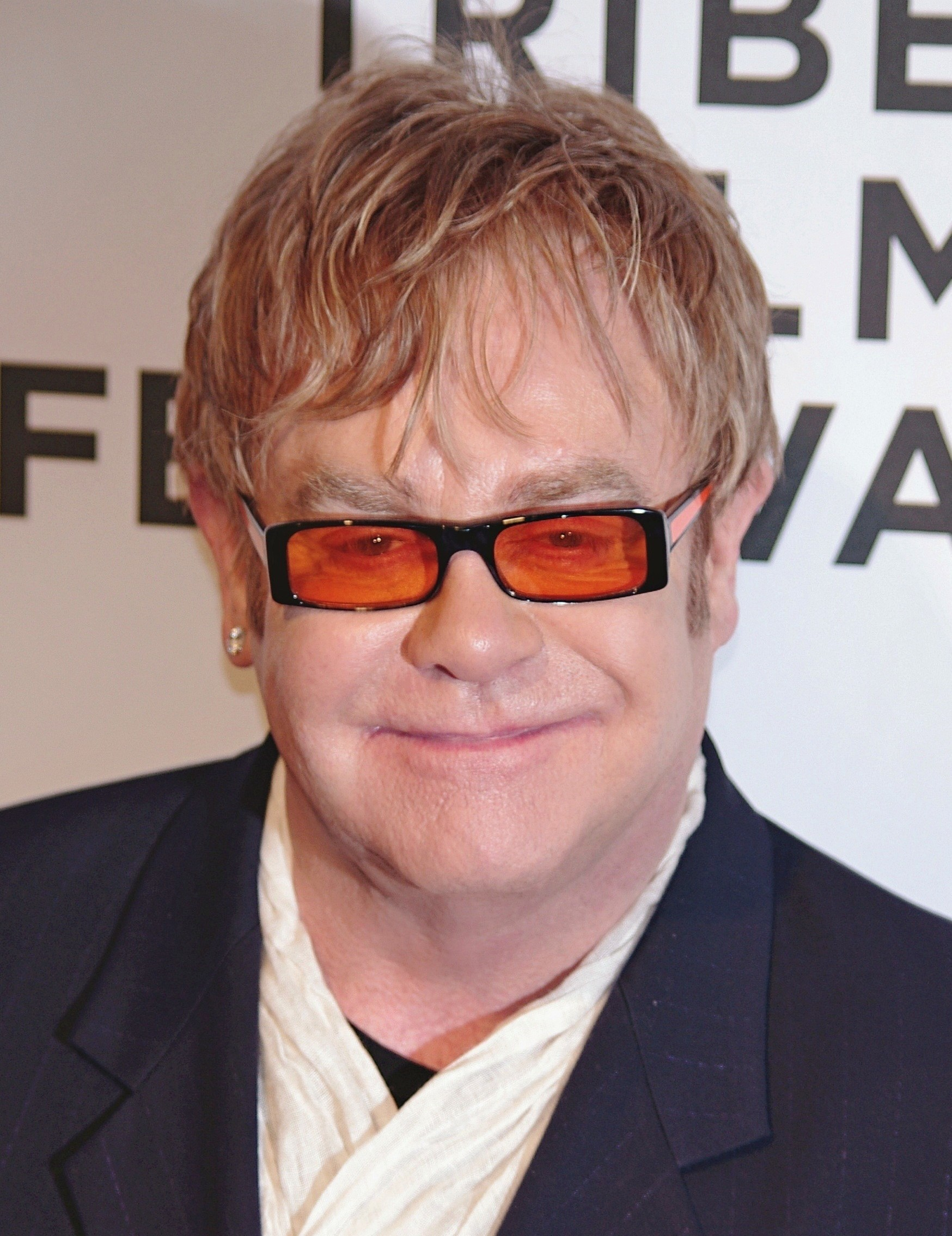
艾爾頓·約翰，最佳原創歌曲得主

提名名單於太平洋时间2020年1月13日上午5點18分（UTC13点18分），在加利福尼亞州貝弗利山塞缪尔·戈尔德温剧院公布，由約翰·趙和艾莎·雷主持。

### 獎項
注：得獎者將以標示。
| 最佳電影 - 《寄生上流》 - 《賽道狂人》 - 《愛爾蘭人》 - 《兔嘲男孩》 - 《小丑》 - 《小婦人》 - 《婚姻故事》 - 《從前，有個好萊塢》 - 《1917》 | 最佳導演 - 《寄生上流》：奉俊昊 - 《從前，有個好萊塢》：昆汀·塔倫提諾 - 《小丑》：陶德·菲利普斯 - 《愛爾蘭人》：马丁·斯科塞斯 - 《1917》：山姆·曼德斯 |
| 最佳男主角 - 《小丑》：華堅·馮力士 - 《婚姻故事》：亞當·崔佛 - 《從前，有個好萊塢》：莱昂纳多·迪卡普里奥 - 《痛苦與榮耀》：安東尼奧·班德拉斯 - 《教宗的承繼》：尊尼芬·帕斯 | 最佳女主角 - 《朱迪》：雲妮·絲維嘉 - 《重磅腥聞》：查理絲·花朗 - 《海芮》：辛西婭·艾利沃 - 《小婦人》：茜爾莎·羅倫 - 《婚姻故事》：施嘉莉·祖安遜 |
| 最佳男配角 - 《從前，有個好萊塢》：畢·彼特 - 《知音時間》：湯·漢斯 - 《愛爾蘭人》：阿爾·柏仙奴 - 《愛爾蘭人》：乔·佩西 - 《教宗的承繼》：安東尼·鶴健士 | 最佳女配角 - 《婚姻故事》：蘿拉·鄧恩 - 《重磅腥聞》：瑪歌·羅比 - 《兔嘲男孩》：施嘉莉·祖安遜 - 《小婦人》：佛蘿倫絲·普伊 - 《李察朱維爾：驚世疑案》：嘉菲·比絲 |
| 最佳原創劇本 - 《寄生上流》：奉俊昊、韩进元 - 《鋒迴路轉》：萊恩·尊遜 - 《婚姻故事》：諾亞·波拜克 - 《從前，有個好萊塢》：昆汀·塔倫提諾 - 《1917》：森·曼特斯、克里斯蒂·威爾遜·凱恩斯 | 最佳改編劇本 - 《陽光兔仔兵》：塔伊加·維迪提 - 《小丑》：陶德·菲利普斯、史葛·西爾弗 - 《小婦人》：葛莉塔·葛薇 - 《愛爾蘭人》：史提芬·澤里安 - 《教宗的承繼》：安東尼·麥卡頓 |
| 最佳動畫長片 - 《玩具總動員4》 - 《馴龍記3》 - 《隻手冒險》 - 《克勞斯：聖誕節的秘密》 - 《大冒險家》 | 最佳動畫短片 - 《髮之戀》 - 《女兒》 - 《小野貓與鬥牛犬》 - 《回憶》 - 《妹妹》 |
| 最佳紀錄長片 - 《美國工廠》 - 《親愛的莎瑪》 - 《大地蜜語》 - 《洞穴里的醫院》 - 《民主的邊緣》 | 最佳紀錄短片 - 《女孩的战地滑板课》 - 《世越號》 - 《放棄求生》 - 《圣路易斯的超人》 - 《恰恰舞》 |
| 最佳實景短片 - 《鄰居的窗戶》 - 《春分兄弟》 - 《尼夫塔足球俱樂部》 - 《莎莉亞》 - 《姐姐》 | 最佳國際電影 - ：《寄生上流》 - 波蘭：《另類神父代理人》 - 西班牙：《痛苦與榮耀》 - 法國：《孤城淚》 - 北馬其頓：《大地蜜語》 |
| 最佳原創音樂 - 《小丑》：希爾迪·居茲納多蒂爾 - 《1917》 – 湯瑪斯·紐曼 - 《小婦人》：亞歷山大·達士勒 - 《婚姻故事》：蘭迪·紐曼 - 《STAR WARS：天行者的崛起》 – 約翰·威廉斯 | 最佳原创歌曲 - 《搖滾太空人》：《(I'm Gonna) Love Me Again》 - 《奇蹟的突破》：《I'm Standing with You》 - 《冰雪奇緣2》：《Into the Unknown》 - 《海芮》：《Stand Up》 - 《玩具總動員4》：《I Can't Let You Throw Yourself Away》 |
| 最佳音效剪接 - 《賽道狂人》：唐納德·西爾維斯特 - 《1917》：奥利弗·塔尼 及 雷切爾·泰特 - 《小丑》：艾倫·羅伯特·默里 - 《從前，有個好萊塢》：懷利·斯塔特曼 - 《STAR WARS：天行者的崛起》：馬修·伍德及大衛·艾柯德 | 最佳音效 - 《1917》：馬克·泰勒和斯圖爾特·威爾遜 - 《星際救援》：加里·里德斯特羅姆、湯姆·約翰遜及馬克·烏拉諾 - 《賽道狂人》：保羅·梅西、大衛·賈馬爾科和史提夫·莫羅 - 《小丑》：湯姆·奥扎尼奇（Tom Ozanich）、迪恩·祖潘契奇及托德·梅特蘭 - 《從前，有個好萊塢》：米高·明克勒、基斯頓·P·明克勒（Christian P. Minkler）及馬克·烏拉諾 |
| 最佳美術設計 - 《從前，有個好萊塢》：芭芭拉·凌、南希·海格 - 《愛爾蘭人》：鲍勃·肖（Bob Shaw）、蕾吉娜·格拉夫斯（Regina Graves） - 《兔嘲男孩》：拉·文森特、諾拉·索普科娃（Nora Sopková） - 《寄生上流》：李河俊、赵元佑 - 《1917》：丹尼斯·加斯纳、李·桑達萊斯 | 最佳攝影 - 《1917 (電影)》：羅傑·狄金斯 - 《愛爾蘭人》：羅德里戈·普列托 - 《小丑》：羅倫斯·謝爾 - 《從前，有個好萊塢》：羅伯特·理查德森 - 《燈塔》：賈林·布拉施克（Jarin Blaschke） |
| 最佳化妆與髮型設計 - 《重磅腥聞》：辻一弘（Kazu Hiro）、安妮·摩根（Anne Morgan）及薇薇安·貝克（Vivian Baker） - 《小丑》：妮基·莱德曼（Nicki Ledermann）及凱·吉歐（Kay Georgiou） - 《朱迪》：傑里米·伍德黑德（Jeremy Woodhead） - 《黑魔女2》：保羅·古奇（Paul Gooch）、阿真·圖恩（Arjen Tuiten）及大衛·懷特（David White） - 《1917》：妮奥米·多恩（Naomi Donne）、特里斯坦·凡爾鲁瓦（Tristan Versluis）及麗貝卡·科爾（Rebecca Cole） | 最佳服裝設計 - 《小婦人》：賈桂琳·杜倫 - 《愛爾蘭人》：珊迪·鮑威爾和基斯杜化·彼得森（Christopher Peterson） - 《兔嘲男孩》：瑪耶斯·C·魯貝奧 - 《小丑》：馬克·布里吉斯 - 《從前，有個好萊塢》：阿里安·菲利普斯 |
| 最佳剪接 - 《賽道狂人》：安德鲁·巴克蘭及米高·麥庫斯克 - 《寄生上流》：楊鎮模 - 《愛爾蘭人》：賽爾瑪·斯昆梅克 - 《兔嘲男孩》：湯姆·安格斯 - 《小丑》：傑夫·格羅斯 | 最佳視覺效果 - 《1917》：紀堯姆·羅切隆、格雷格·巴特勒及多米尼克·托希（Dominic Tuohy） - 《復仇者聯盟：終局之戰》：丹·德里伍、馬特·艾特肯、羅素·艾爾和丹·蘇迪克 - 《愛爾蘭人》：保羅·海爾曼、萊安德羅·埃斯特貝比科納、史提芬·格里普利（Stephane Grabli）和納爾遜·塞普爾韋達（Nelson Sepulveda） - 《獅子王》：羅拔·萊加圖、阿當·瓦爾迪茲、安德鲁·琼斯及 艾略特·纽曼（Elliot Newman） - 《STAR WARS：天行者的崛起》：羅傑·蓋伊特、尼爾·斯坎倫、帕特里克·圖巴赫和多米尼克·托希（Dominic Tuohy） |

### 榮譽獎項
2019年6月1日，學院頒發第11屆理事會獎。得獎名單如下：
奧斯卡榮譽獎
- 大卫·林奇 – 美國導演兼編劇[10]
- 韋斯·斯塔蒂 –美國演員[10]
- 里娜·韋特繆勒 – 意大利導演兼編劇[10]

简·赫尔索特人道精神奖
- 吉娜·戴维斯 – 美國女演員[10]

### 多項提名與獲獎
以下17電影獲得多項提名：
| 提名數 | 作品                        |
| ------ | --------------------------- |
| 11     | 《小丑》                    |
| 10     | 《1917》                    |
| 10     | 《從前，有個好萊塢》        |
| 10     | 《愛爾蘭人》                |
| 6      | 《兔嘲男孩》                |
| 6      | 《小婦人》                  |
| 6      | 《婚姻故事》                |
| 6      | 《寄生上流》                |
| 4      | 《賽道狂人》                |
| 3      | 《重磅腥聞》                |
| 3      | 《STAR WARS：天行者的崛起》 |
| 3      | 《教宗的承繼》              |
| 2      | 《海芮》                    |
| 2      | 《大地蜜語》                |
| 2      | 《朱迪》                    |
| 2      | 《痛苦與榮耀》              |
| 2      | 《玩具總動員4》             |

以下5部電影獲得多項大奖：
| 奖项数 | 片名                         |
| ------ | ---------------------------- |
| 4      | 《寄生上流》                 |
| 3      | 《1917》                     |
| 2      | 《極速傳奇：福特決戰法拉利》 |
| 2      | 《小丑》                     |
| 2      | 《從前，有個好萊塢》         |

## 颁奖嘉宾与表演者

### 颁奖嘉宾
注：下列名单按出场先后顺序排列：
| 名字                              | 角色                                    |
| --------------------------------- | --------------------------------------- |
| 梅丽莎·迪士尼                     | 宣布开场                                |
| 史提夫·馬丁 基斯·洛克             | 介绍蕾吉娜·金                           |
| 蕾吉娜·金                         | 颁发最佳男配角                          |
| 比妮·费尔德斯坦                   | 介绍敏蒂·卡靈                           |
| 敏蒂·卡靈                         | 颁发最佳動畫片獎和最佳动画短片          |
| 乔什·盖德                         | 介绍最佳原创歌曲提名作品《向未知探索》  |
| 凯莉·玛丽·陈                      | 介绍黛安·基顿和基努·里维斯              |
| 黛安·基顿 基努·里维斯             | 颁发最佳原创剧本                        |
| 提摩西·夏勒梅 娜塔莉·波特曼       | 颁发最佳改编剧本                        |
| 西亞·李畢福 扎克·戈特萨亨         | 颁发最佳實景短片                        |
| 玛雅·鲁道夫 克莉絲汀·薇格         | 颁发最佳艺术指导和最佳服装设计          |
| 马克·鲁法洛                       | 颁发最佳纪录片和最佳纪录短片            |
| 馬赫夏拉·阿里                     | 颁发最佳女配角                          |
| 安东尼·拉莫斯                     | 介绍林-曼努爾·米蘭達                    |
| 林-曼努爾·米蘭達                  | 介绍表演者阿姆                          |
| 莎瑪·希恩 奥斯卡·伊萨克           | 颁发最佳音效剪辑和最佳音响效果          |
| 乌特卡什·安邦德卡尔               | 介绍威爾·法洛和茱莉亚·路易斯-德瑞弗斯   |
| 威爾·法洛 茱莉亚·路易斯-德瑞弗斯  | 颁发最佳攝影和最佳影片剪辑              |
| 大卫·鲁宾 （学院主席）            | 介绍汤姆·汉克斯                         |
| 汤姆·汉克斯                       | 特别介绍奧斯卡電影博物館                |
| 薩琪·畢茲                         | 介绍最佳原创歌曲提名作品《Stand Up》    |
| 詹姆斯·柯登 瑞贝尔·威尔森         | 颁发最佳视觉效果                        |
| 吳珊卓 雷·羅曼諾                  | 颁发最佳化妆与发型设计                  |
| 佩内洛普·克鲁兹                   | 颁发最佳國際影片                        |
| 塔伊加·維迪提                     | 介绍盖尔·加朵、雪歌妮·薇佛和布丽·拉尔森 |
| 盖尔·加朵 布丽·拉尔森 雪歌妮·薇佛 | 颁发最佳原创音乐和最佳原创歌曲          |
| 史派克·李                         | 颁发最佳导演                            |
| 斯蒂芬·斯皮尔伯格                 | 为缅怀环节开场                          |
| 喬治·麥凱                         | 介绍奧莉薇雅·柯爾曼                     |
| 奧莉薇雅·柯爾曼                   | 颁发最佳男主角                          |
| 雷米·馬利克                       | 颁发最佳女主角                          |
| 珍·芳達                           | 颁发最佳影片                            |

### 表演嘉宾
| 名字 | 角色   | 表演者                                                                                     |
| --- | ------ | ------------------------------------------------------------------------------------------ |
| 贾奈尔·梦内 比利·波特 | 表演者 | 《Won't You Be My Neighbor?》 《Come Alive (The War of the Roses)》 《I'm Still Standing》 |
| 伊迪娜·曼佐 歐若拉 玛丽亚·露西亚·罗森伯格 威廉·韦尔凯克 松隆子 卡门·加西亚·萨恩斯（Carmen García Sáenz） 丽莎·斯托克 卡塔芝娜·莱丝卡 安娜·布图里娜 吉塞拉 维查雅尼·别格林 | 表演者 | 十国语言演唱《冰雪奇缘2》主题曲《向未知探索》                                              |
| 克莉希·梅兹 | 表演者 | 《突破》插曲《I'm Standing with You》                                                      |
| 阿姆 | 表演者 | 《Lose Yourself》                                                                          |
| 蘭迪·紐曼 | 表演者 | 《玩具总动员4》插曲《I Can't Let You Throw Yourself Away》                                 |
| 乌特卡什·安邦德卡尔 | 表演者 | 《奥斯卡作品说唱串烧》（未列入表演节目单）                                                 |
| 辛西婭·艾利沃 | 表演者 | 《哈莉特》主题曲《Stand Up》                                                               |
| 艾爾頓·約翰 | 表演者 | 《火箭人》插曲《(I'm Gonna) Love Me Again》                                                |
| 比莉·艾利什 菲尼亞斯·奧康奈爾 | 表演者 | 《Yesterday》（缅怀环节中）                                                                |

## 典禮資訊
2019年4月，学院理事会召开会议，一致投票通过将最佳外语片奖改名为最佳国际影片，同时开放纪录片和动画片提名。提名作品须使用除英语外的其他一种语言的条件依然有效。最佳化妆与发型设计奖最终候选名单从七选三增加到十选五。
ABC娱乐（ABC Entertainment）主席凯瑞·伯克（Karey Burke）在2020年1月宣布典礼延续上届模式不设主持人，表示典礼将呈现“重要的娱乐价值、大规模的音乐表演、喜剧和明星力量”。

### 典礼焦点
节目由喜剧节目常客史蒂夫·马丁和基斯·洛克开场。经过前年没有主持人的典礼，ABC特别节目副总裁罗布·米尔斯（Rob Mills）表示在颁奖前用大量的喜剧元素开启典礼是一项传统。
《冰雪奇缘2》主题曲《向未知探索》由伊迪娜·门泽尔和欧若拉连同九位艾莎的国际版本配音员表演。比妮·费尔德斯坦、凯莉·玛丽·陈、安东尼·拉莫斯、乌特卡什·安邦德卡尔和乔治·麦凯等新秀演员负责介绍资深颁奖嘉宾，这个概念由制片人莱内特·豪威尔·泰勒和斯蒂芬妮·艾伦提出，象征好莱坞社群的包容。詹姆斯·柯登和瑞贝尔·威尔森身穿各自在电影《猫》中的猫戏服颁发最佳視覺效果獎，米尔斯表示这是柯登提出的想法。
典礼的另一大看点是埃米纳姆惊喜表演《Lose Yourself》，该歌曲于2003年第75届奥斯卡金像奖被提名并最终获得最佳原创歌曲，不过埃米纳姆自认为歌曲不可能获奖，也考虑到其他因素而缺席。让埃米纳姆回归的想法由米尔斯和学院提出，他们希望像第89届的贾斯汀·汀布莱克和第91届的皇后+亚当·兰伯特的开场表演一样，继续带来一场“高能”的表演，同时也想办法给埃米纳姆机会表演他的获奖歌曲。此外，埃米纳姆也刚发布新专辑《Music to Be Murdered By》。表演到节目播出时才公布，据报如果表演提前走漏风声，埃米纳姆可以选择放弃演出，因此这个表演放在典礼中段，而不是开场，这样一来即使埃米纳姆退出，也不会打断节目。
《寄生虫》制作单位Barunson E&A的首席执行官郭信爱发表完最佳影片的获奖感言，韩国CJ集团的副总裁、《寄生虫》执行制片李美敬正打算要发言，此时舞台的灯光突然关掉。汤姆·汉克斯、丽塔·威尔逊和查理兹·塞隆等观众之后齐声高呼“开灯”，李美敬才可以继续发言。众所周知，奥斯卡金像奖经常因为获奖感言时间过长而拖长节目的一般时间。韩国民众质疑不在《寄生虫》最佳影片提名团队名单上的李美敬发表获奖感言是否合适（奉俊昊和郭信爱有在名单上）。对此，郭信爱在社交媒体上回应指，按照预先的安排，如果《寄生虫》获得最佳影片，她就会发表一段简短的感言，之后由李美敬感言。她表示，奉俊昊之前三次领奖时的感言都不是很充足。

### 收视率
典礼现场直播约有2360万人观看，比上一届少了600万，跌幅20%，其中18至49岁成人观众收视率达5.3。尽管如此，典礼仍然是观众最多的电视直播颁奖礼，过去几年所有的颁奖礼都存在收视率下降的现象。因此，本届典礼仍然是奥斯卡有史以来观众最少的一届。

### 回应
影评人普遍赞许《寄生虫》赢得最佳影片，认为这是向主流文化欣赏国际电影及恢复学院合理性迈出的关键一步。《洛杉矶时报》的贾斯汀·张认为“学院把最佳影片颁给了真正的最佳”，称电影颁奖礼的主办方“震惊了......意识到没有哪个国家的电影能够垄断伟大的称号。”相反，美国总统唐纳德·特朗普于2020年2月20日在科罗拉多州的竞选集会上抨击了获奖的《寄生虫》，外界批评他的言论“仇外”、“种族主义”。该片美国发行方霓虹娛樂则在Twitter回应：“可以理解，他看不懂。”

## 缅怀
缅怀环节由斯蒂芬·斯皮尔伯格开场；背景音乐是由比莉·艾利什演唱的披头士作品《昨日》，菲尼亞斯·奧康奈爾伴奏，致敬名單如下：
- 科比·布莱恩特，运动员、制片人
- 雷普·汤恩，演员
- 芭芭拉·哈默（英语：Barbara Hammer），电影工作者
- 帕特里夏·布劳（Patricia Blau），视觉效果
- 伯尼·波拉克（Bernie Pollack），服装设计
- 史蒂夫·戈林（英语：Steve Golin），制片人、行政
- 保罗·勒布朗（英语：Paul LeBlanc (make-up artist)），发型师
- 约翰·布里利（英语：John Briley），编剧
- 黛漢恩·卡羅爾，演员、歌手
- 特里·瓊斯，编剧、导演
- 凯瑟琳·伯恩斯（英语：Catherine Burns），演员
- 阿涅斯·瓦尔达，导演、编剧
- 韦恩·菲茨杰拉德（英语：Wayne Fitzgerald），标题设计
- 大卫·福斯特，制片人
- 丹尼·愛羅，演员
- 巴克·亨利，编剧、演员、导演
- 斯坦利·多南，导演、编舞
- 戴维·V·皮克（英语：David V. Picker），制片人、行政
- 巴里·马尔金（英语：Barry Malkin），剪辑
- 罗伯特·佛斯特，演员
- 羅伯特·埃文斯，制片人、行政、演员
- 理查德·威廉姆斯（英语：Richard Williams (animator)），动画师
- 京町子，演员
- 詹姆斯·亚历山大，混音
- 安娜·卡里娜，演员
- D·A·彭纳贝克（英语：D. A. Pennebaker），纪录片制作
- 伦纳德·戈德堡（英语：Leonard Goldberg），制片人、行政
- 费尔南多·卢扬（英语：Fernando Luján），演员
- 安德烈·普列文，编曲、指挥
- 彼得·梅休，演员
- 西尔维亚·迈尔斯（英语：Sylvia Miles），演员
- 威廉·J·克莱伯（英语：William J. Creber），布景
- 高以翔，演员
- 碧比·安德松，演员
- 迈克尔·林恩（英语：Michael Lynne），行政、制片人
- 小吉恩·沃伦（Gene Warren Jr.），特效、视效
- 阿尔文·萨金特（英语：Alvin Sargent），编剧
- 桃樂絲·黛，演员
- 安娜·乌德瓦尔迪（英语：Anna Udvardy），制片人
- 席德·拉明（英语：Sid Ramin），作曲、编曲
- 米歇尔·奎斯（Michelle Guish）选角
- 西德尼·希恩伯格，行政、制片
- 本·巴伦霍尔兹（英语：Ben Barenholtz），发行、行政、制片人
- 乔斯·威廉姆斯（英语：Joss Williams），特效
- 皮耶罗·托西（英语：Piero Tosi），服装设计
- 肯尼斯·沃克（Kenneth Walker），发型设计
- 魯格·豪爾，演员
- 席德·米德，设计、概念艺术
- 小哈丽特·弗兰克（英语：Harriet Frank Jr.），演员
- 法蘭高·齊費里尼，编剧
- 约翰·威瑟斯彭（英语：John Witherspoon (actor)），演员
- 伯纳德·雪佛里（Bernard Chevry），制片
- 西摩·卡塞尔（英语：Seymour Cassel），演员
- 彼得·方達，演员、导演、编剧
- 布朗科·路斯蒂格（英语：Branko Lustig），制片人
- 格里·史密斯（Gerry Smith），营销行政
- 约翰·辛格尔顿（英语：John Singleton），导演、编剧、制片人
- 柯克·道格拉斯，导演、制片人

节目的致敬名单不包括同样在2019年去世的盧克·佩瑞、蒂姆·康威、迈克尔·J·波拉德、詹-麥可·文生、席德·海格、卡罗尔·钱宁、勒内·奥贝若努瓦斯和卡梅隆·伯埃斯，他们连同其他未列入的名字收录于学院的致敬长名单。

## 外部連結
- 奧斯卡獎官方網站 （页面存档备份，存于）（英文）
- 美國電影藝術與科學學會官方網站 （页面存档备份，存于）（英文）
- YouTube上的第92屆奧斯卡金像獎頻道